# Бехейнхоф (Амстердам)

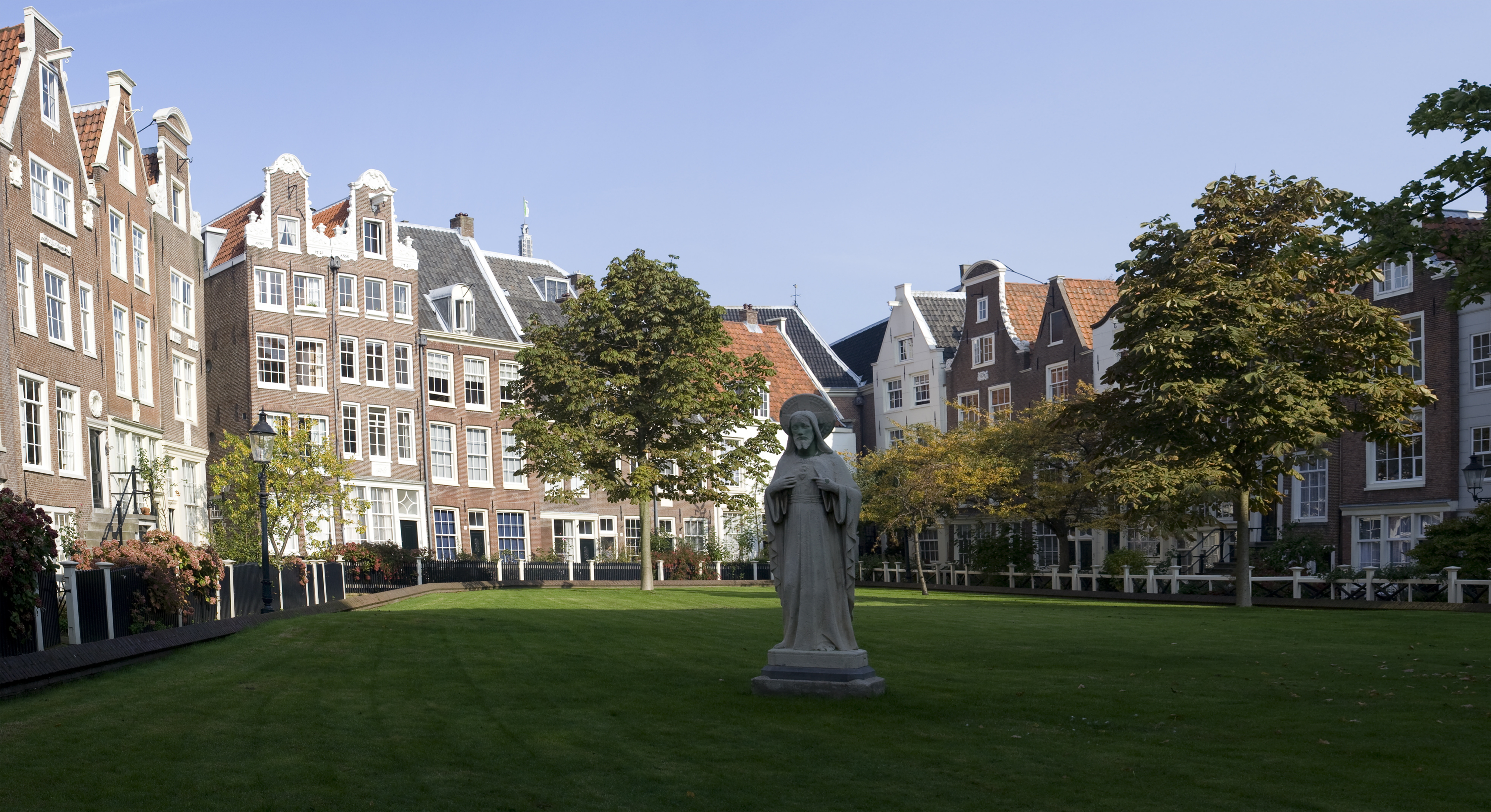
Бехейнхоф в Амстердамі

Бехейнхоф (Begijnhof) — один з найстаріших гоф'є в Амстердамі, Нідерланди, де зосереджена група історичних будівель, переважно приватних житлових будинків. Як випливає з назви, спочатку це був бегінаж. Нині тут також знаходяться дві церкви — католицька Хаутен Хайс та Англійська реформатська церква.

## Історія
Бехейнхоф — це єдиний внутрішній двір в Амстердамі, який був заснований в середні віки, і тому лежить у межах Сінгел — найглибшого каналу системи кругових каналів Амстердама. Бехейнхоф знаходиться на середньовічному рівні вулиці, що на метр нижче решти старого центру міста.
Неясно, коли саме був заснований Бегінки і бегарди, відомо що 1346 році бегінки проживали в будинку. Внутрішній дворик уперше згадується в 1389 році, ймовірно, після того, як релігійний статус міста зріс завдяки Амстердамському євхаристійному диву 1345 року.
Спочатку Бегійнхоф був повністю оточений водою (Nieuwezijds Voorburgwal, Spui і Begijnensloot), з єдиним входом, що знаходився на Бегінейстеге, який мав міст через Бегиненслот. Отже, задні фасади були непроникними для води. Прохід через Спуй датується лише 19 століттям.

## Характеристика

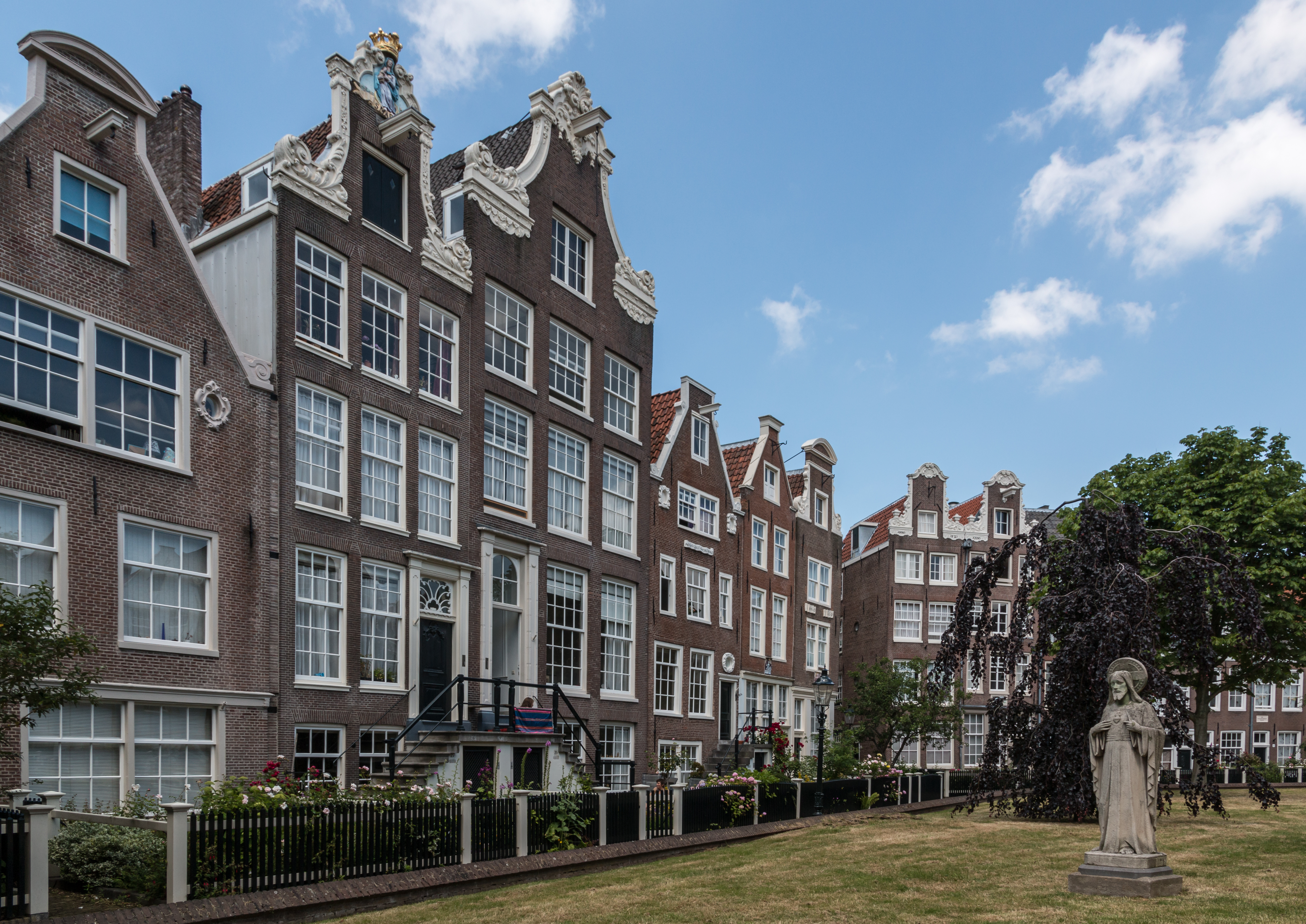
Begijnhof, 2015

Бегійнхоф відрізняється від звичайного амстердамського гоф'є тим, що цей будинок для людей похилого віку був заснований не приватними особами. Він мав більшу схожість з монастирем, хоча бегінки користувалися більшою свободою, ніж монахині в монастирі. Хоча бегінки дотримувалися цнотливості, вважали себе зобов'язаними щодня відвідувати Святу Месу і молитися на різні офіційні молитви, вони могли вільно покинути двір у будь-який час, щоб одружитися.

### Високі амстердамські будинки
Будинки у дворі високі, характерні для Амстердаму. Бехейнхоф — єдиний двір, будинки якого мають адреси, що мають назву самого гоф'є. На відміну від більшості дворів, будинки тут не утворюють рядів; натомість тут є 47 міських будинків, кожен з яких має свій індивідуальний вигляд, і більшість із них мають фасади 17 та 18 століть. Однак самі споруди, як правило, побудовані раніше, вісімнадцять з них все ще мають готичний дерев'яний каркас.

### Дерев'яний дім

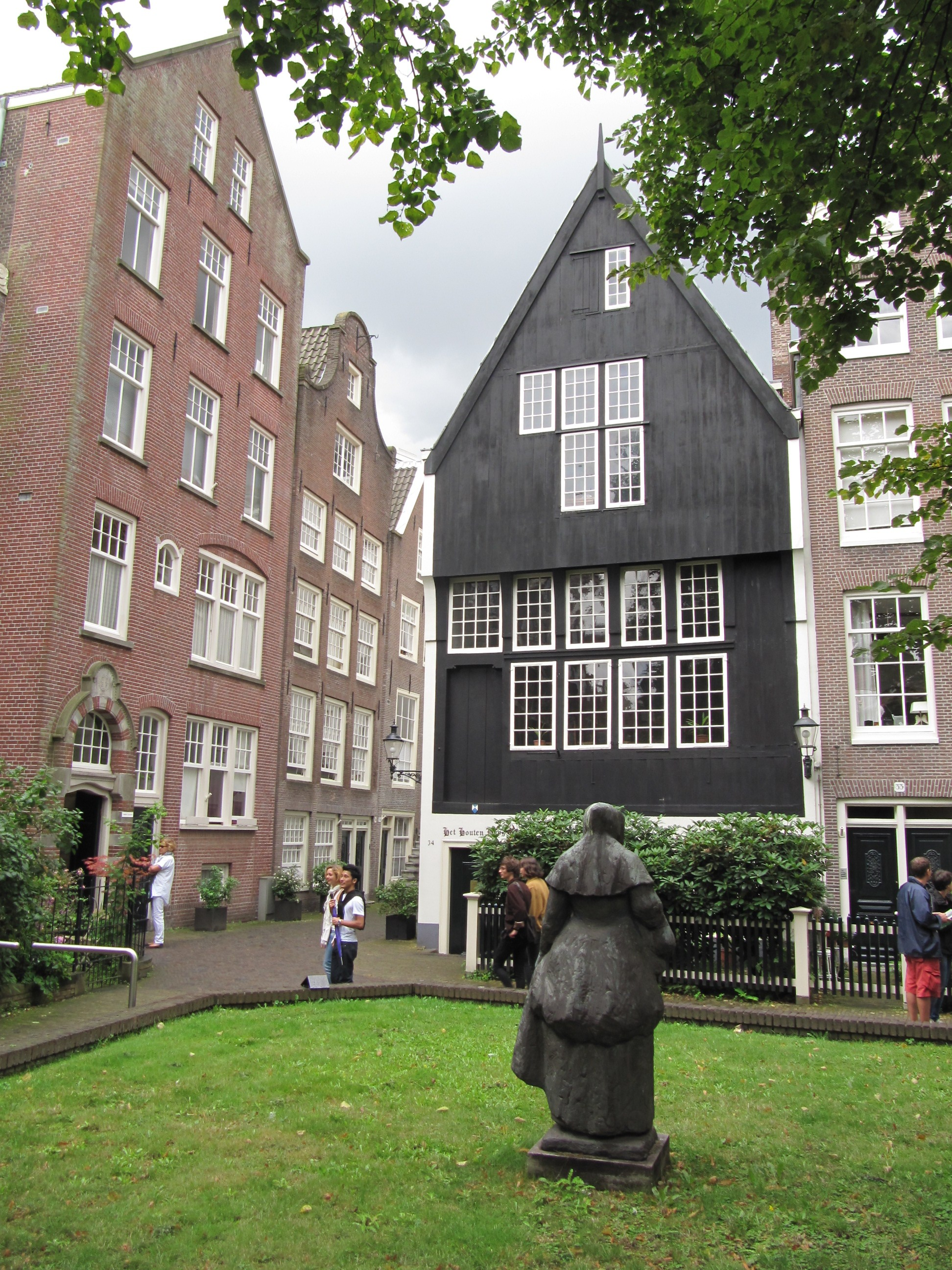
Дерев'яний дім

Стародавній, відреставрований дерев'яний будинок (Het Houten Huys, 34 Begijnhof) відомий як один із двох дерев'яних будинків, що все ще існують в центрі Амстердама (інший — Zeedijk 1). Цей будинок датується приблизно 1528 роком і є найстарішим дерев'яним будинком в Амстердамі.

### Ворота
Старі ворота Begijnesloot, відновлені в 1907 році, датуються 1574 роком і мають фронтонний камінь із зображенням Святої Урсули, покровительки амстердамських бегінків. Спау ворота 1725-х років були замінені в 19-му столітті. Бегійнхоф має велику кількість фронтонних каменів, багато з яких демонструють римо-католицький стиль.